# Cité Michelet
La Cité Michelet, anciennement connue sous le nom de Cité Curial, est un grand ensemble de logements sociaux, situé dans le 19e arrondissement de Paris, caractéristique des opérations parisiennes de rénovation urbaine de l’après-guerre : 16 tours et une barre sont réparties sur un vaste espace libre. 

## Situation et accès
La cité est délimitée par les rues de Cambrai, Gaston Tessier et Curial, à proximité des portes de La Villette et d'Aubervilliers. Elle se situe à proximité du quartier Rosa Parks et de sa gare.
Par son ampleur et l'aspect répétitif de ses bâtiments, la cité Michelet est parfois considérée comme le seul grand ensemble de Paris, et l’un des plus vastes ensembles de logements sociaux de la capitale. Le programme comprend 1791 logements, répartis entre 16 tours de 18 étages et un bâtiment de 8 étages. Elle abrite environ 4 300 habitants actuellement, contre 6 000 en 1975. 

## Historique

### Construction
La Cité Michelet est conçue en 1966 et construite entre 1967 et 1968 sur les terrains de l'usine de La Villette , usine à goudrons et de dépôt de coke, sur une parcelle de 17 hectares.
Le projet a été commandité par l’Office public d'habitations à loyer modéré de la Ville de Paris (OPHLMVP, aujourd’hui Paris Habitat) et confié à un collectif d’architectes dirigé par André Coquet, en collaboration avec D. Auger, Jean-Pierre Cazals, Pierre Hayoit de Bois-Lucy et Bernard-Jean Massip.
Le programme comprend dès l'origine des équipements publics. 

### Violences urbaines
À partir des années 1990, la cité est confrontée à des enjeux liés à l’insécurité et à l’entretien des espaces communs. Des violences émergent au sein de la cité, parfois conduites en bandes. 
Le sociologue Michel Kokoreff considère la cité Michelet comme une « cité de banlieue à Paris », géographiquement enclavée à la frontière de Paris et concentrant les caractéristiques d’une zone urbaine sensible (taux de chômage élevé, familles monoparentales, échec scolaire, familles d’origine immigrés). Depuis 2014, il est intégré au sein du quartier prioritaire « Michelet - Alphonse Karr - Rue de Nantes », qui compte 12 000 habitants.
En 1999, Michel Bulté, adjoint chargé du logement, évoque la possibilité de « reconstruire la cité » pour résoudre les problèmes d'une résidence concernée par le « mal des banlieues ».

### Rénovation
Face à des problématiques de dégradation et d’isolement, la cité Michelet fait l’objet à partir de 2002 d'une longue période de rénovation dans le cadre du GPRU (Grand Projet de Renouvelement Urbain) de la Paris. Le projet est pour parti inscrit dans le PNRU (Programme National de Renouvellement Urbain) piloté par l'ANRU (Agence Nationale pour la Rénovation Urbaine).
La cité bénéficia de plusieurs opérations de réhabilitations et de résidentialisation, ainsi que la création et la rénovation d'équipements et d'espaces publics :
- résidentialisation de la cité, autonomisant les tours, regroupées deux par deux, par la mise en places de grilles et d’accès sécurisés encerclant des jardinets créés au pieds des tours ;
- désenclavement de sa situation urbaine, notamment grâce à la mise en service du RER E ;
- nouvelle répartition du foncier entre la Ville de Paris et Paris Habitat permettant la création de nouveaux espaces publics, limitant les espaces privés de chaque tour dont l'entretien pesait sur les charges locatives[8] ;
- la création de nouvelles rues dont les noms ont été choisis par les habitants de la résidence : rue Henri Verneuil, rue Colette Magny, rue Bernard Têtu.

## Caractéristiques architecturales
Chaque tour présente les mêmes caractéristiques : un noyau de circulation central regroupe les fluides et distribue les accès aux logements, limitant les longs couloirs et permettant la cohabitation de tous les types de logements quelle que soit leur taille (du T1 au T6) et favorisant la diversité sociale des tours. 
Les façades noires et blanches des tours sont parcourues par des loggias dessinant des grecques imbriquées en lignes brisées, offrant une identité forte à la cité. Cette expression architecturale singulière en fait un repère du paysage urbain du nord-est de Paris, visible depuis les trains longeant le faisceau ferroviaire ouest et la porte d'Aubervilliers.  
La cité est conçue d'après les principes de la ville moderne, qui s'incarnent dans son plan de masse (plan libre, disposition des tours en quinconce, équipements collectifs au centre). Les tours de la cité sont ancrées dans le sol naturel, au même niveau que la rue, plutôt que sur une dalle comme le sont d'autres ensembles modernistes. Même si les façades de la cité, initialement revêtues de grès émaillé et de pâte de verre ne sont pas en béton brut, la cité est parfois considéré comme un exemple d'architecture brutaliste.  
Dans le cadre du «  1 % artistique  », l'office HLM commande à groupe l'Œuf Centre d'Études seize mosaïques (terre cuite et émaux) en forme de losange pour personnaliser le parvis de chacune des seize tours. Ces œuvres ont été retirées à la suite de la rénovation de la résidence.  

## Galerie

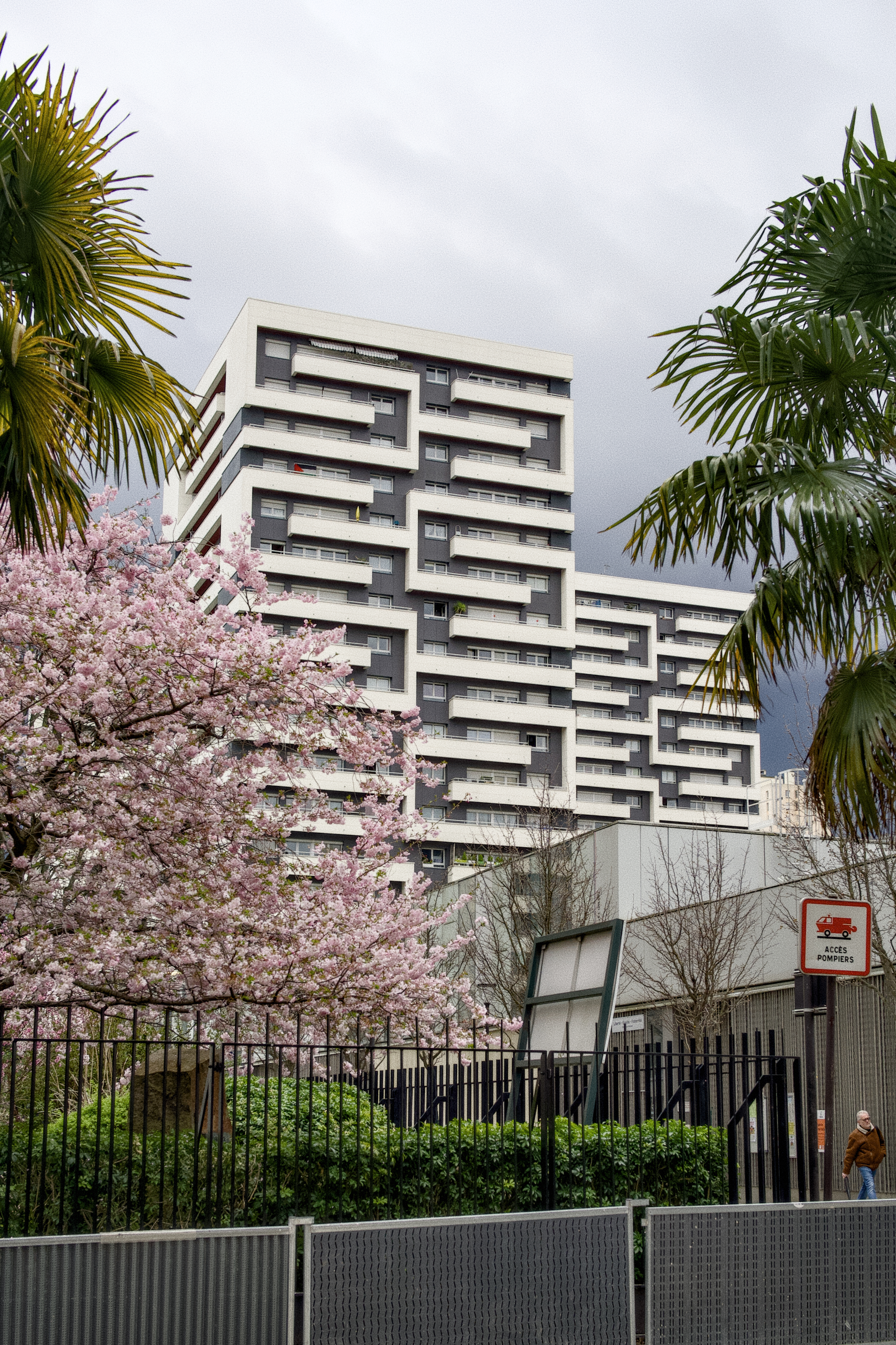
Vue depuis la rue Curial
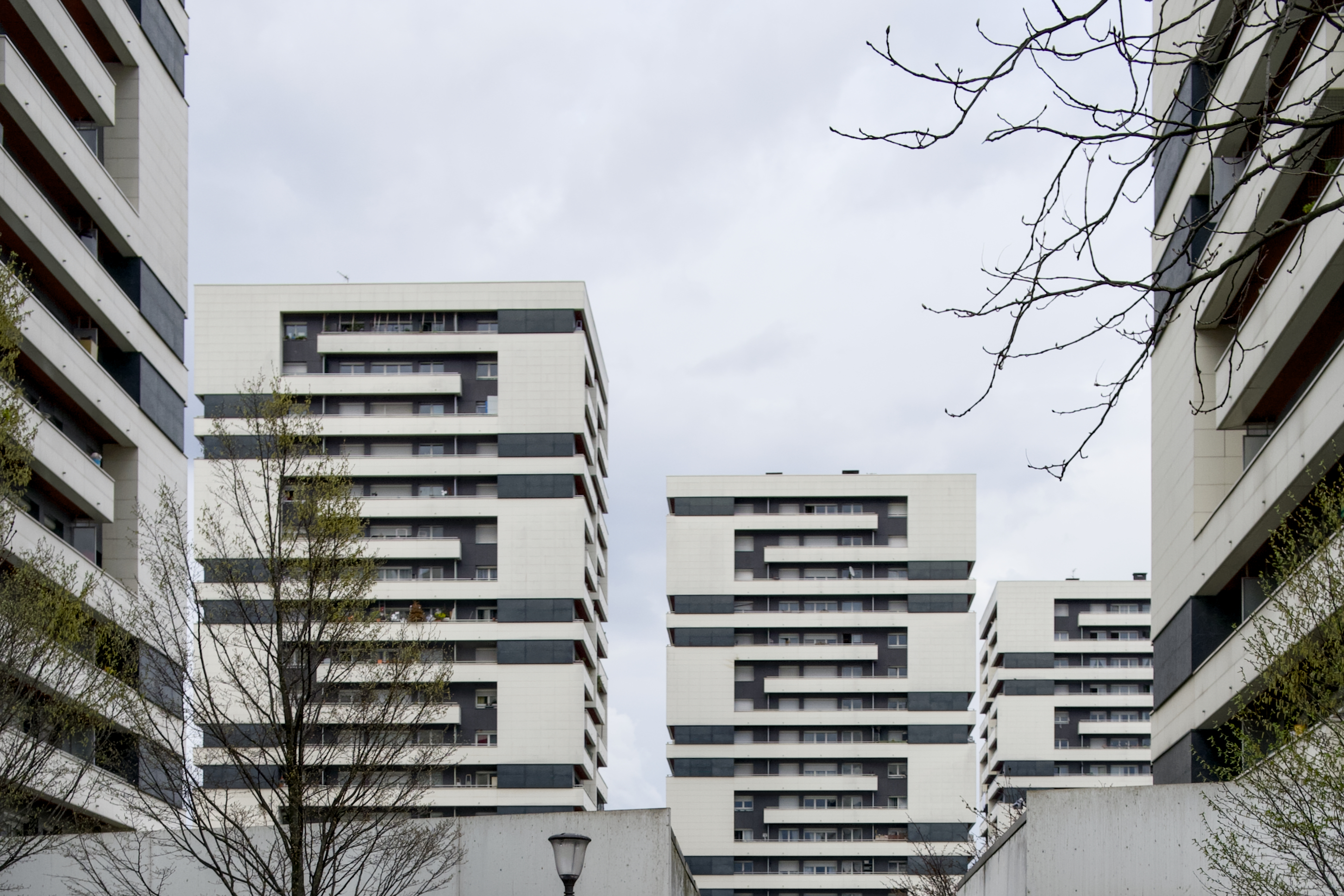
Vue d'ensemble
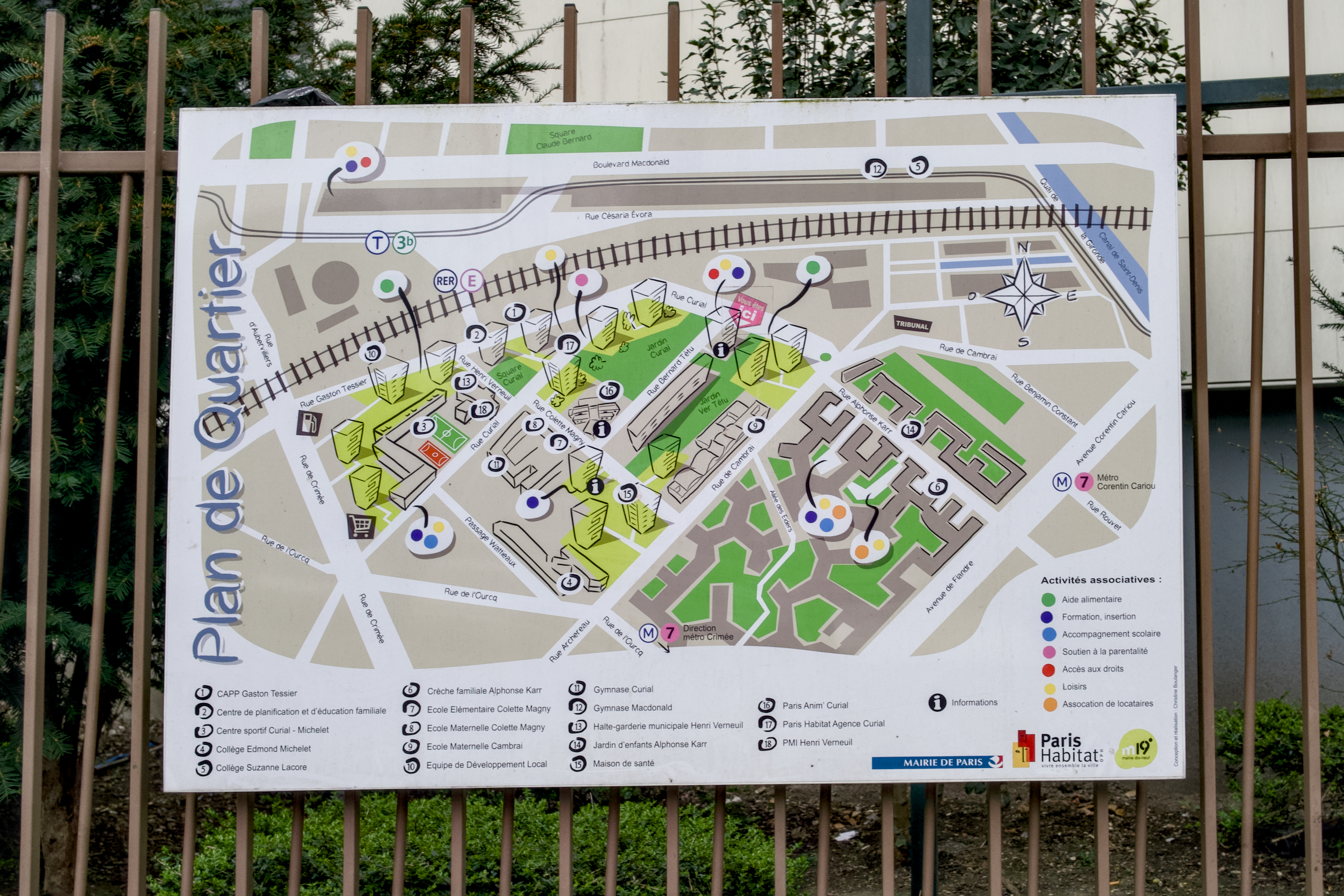
Plan de quartier
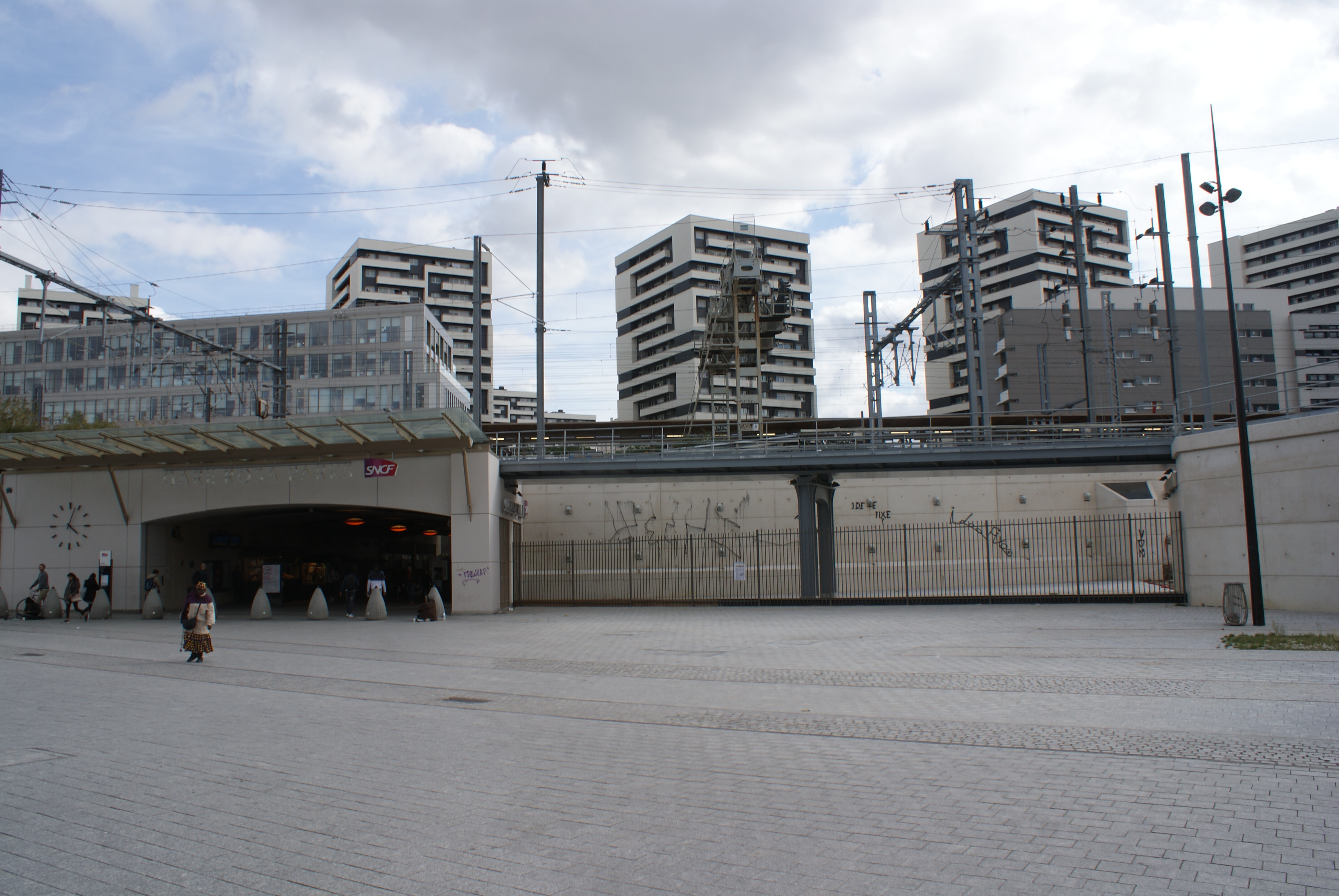
Vue depuis le parvis Rosa Parks
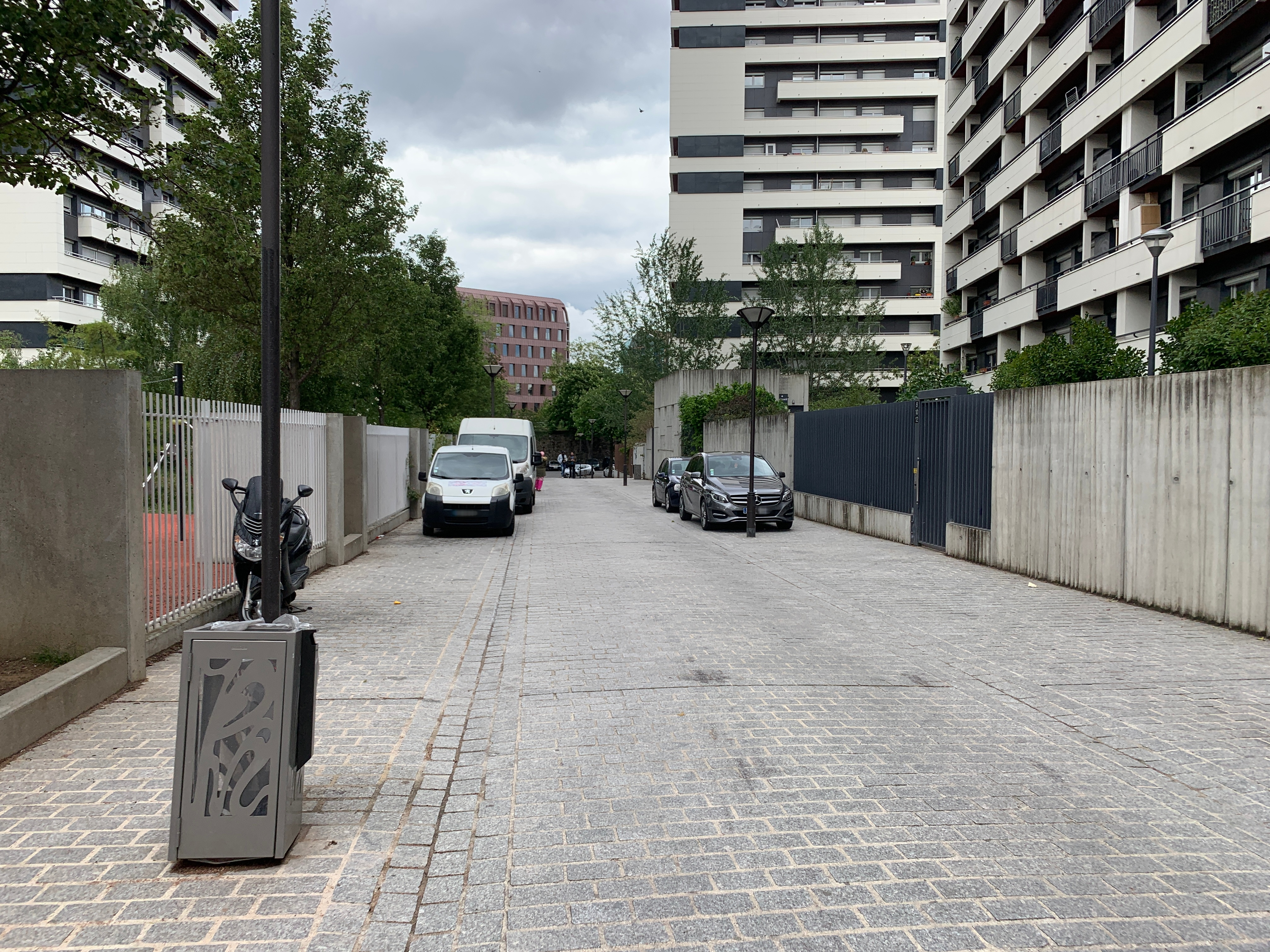
Vue depuis la rue Bernard Tétu
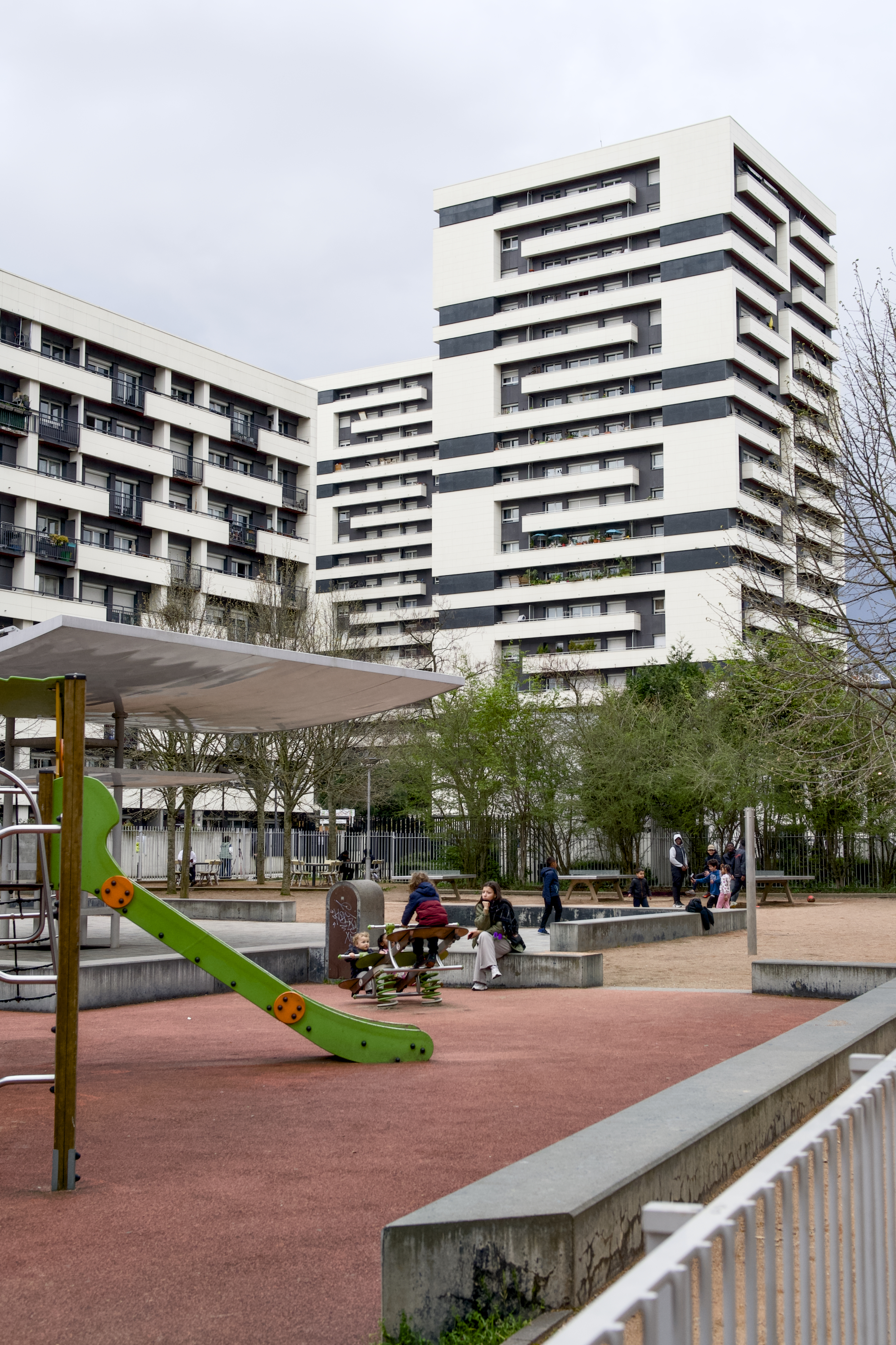
Jardin Curial

## Autour du lieu
En 2009, Guillaume Terver réalise pour la régie de quartier du 19e arrondissement « Le temps des travaux », un film institutionnel qui documente les transformations majeures de la cité en pleine rénovation et récolte la parole et la mémoire de ses habitants. 
En 2014, le photographe Hugo Aymar réalise un reportage photographique montrant le quotidien des habitants de la Cité Michelet, qui fait également partie des grands ensembles photographiés par le photographe Laurent Kronental dans sa série Souvenirs d'un futur.